# Titan 2 GLV
Titan 2 GLV americká nosná raketa odvozená z mezikontinentální balistické rakety LGM-25 Titan 2. Raketa byla používána výhradně NASA v programu Gemini. Celkem bylo v letech 1964 až 1968 vypuštěno 12 raket, dvě bez posádky a deset s posádkou. Všechny starty se konaly na odpalovací rampě 19 na Cape Canaveral.
Raketa byla, stejně jako její vojenská varianta, dvoustupňová. První stupeň poháněly dva motory Aerojet LR-87-7 spalující Aerozin-50 a oxid dusičitý (N2O2). Druhý stupeň disponoval jedním motorem LR-91-7, který taktéž spaloval aerozin a oxid dusičitý. Oba motory byly pro potřeby programu Gemini modifikovány pro použití aerozinu 50 jako paliva, verze motorů pro LGM-25 používaly asymetrický dimethylhydrazin.
Kvůli certifikaci pro mise s posádkou byly rakety vybaveny několika systémy, které měly zajistit bezproblémový chod a bezpečí posádky. Byl nainstalován systém detekce závad, který byl propojen s kabinou posádky a informoval tak astronauty o stavu rakety a zvyšoval reakceschopnost v případě nouze. Důležité systémy, jako systém řízení letu, byly zdvojeny, aby se minimalizovala možnost selhání. Druhý stupeň byl upraven, aby na něj bylo možné připojit kabinu Gemini a dále z něj byly odmontovány pomocné a zpětné motory. Radiový naváděcí systém používaný na LGM-25 byl nahrazen novým inerciálním. Další změny byly provedeny na hydraulickém a elektrickém systému a sledovacím zařízení. Na přestavbu raket dohlíželo Air Force Systems Command.